# 蒙特里特 (北卡羅萊納州)
蒙特里特（英語：Montreat）是一個位於美國北卡羅萊納州班康縣的城鎮。

## 人口
根據2020年美國人口普查的數據，蒙特里特的面積為7.07平方千米，當中陸地面積為7.06平方千米，而水域面積為0.01平方千米。當地共有人口901人，而人口密度為每平方千米127人。